# Smythea
Smythea es un género de plantas de la familia Rhamnaceae. Se encuentra en el Sudeste de Asia y Polinesia.

## Taxonomía
Smythea fue descrito por Seem. ex A.Gray y publicado en Bonplandia (Hanover) 10(5): 69t. 9, en el año 1862. La especie tipo es: Smythea pacifica Seem. 

## Especies
- Smythea bombaiensis (Dalzell) S.P.Banerjee & P.K.Mukh.
- Smythea calpicarpa Kurz
- Smythea dupontii Hemsl.
- Smythea lanceata Summerh.
- Smythea lancifolia Ridl.
- Smythea macrophylla Lauterb.
- Smythea novoguineensis Scheff.
- Smythea pacifica Seem.
- Smythea reticulata King
- Smythea velutina (Ridl.) S.P.Banerjee & P.K.Mukh.